# The Dark Side of the Moon (filme)
The Dark Side of the Moon (em português: "O Lado Sombrio da Lua") é um filme estadunidense de terror e ficção científica, produzido em 1990.

## Elenco
- Robert Sampson ...  Flynn Harding
- Will Bledsoe ...  Giles Stewart
- Joe Turkel ...  Paxton Warner
- Camilla More ...  Lesli
- John Diehl ...  Philip Jennings
- Wendy MacDonald ...  Alex McInny
- Alan Blumenfeld ...  Dreyfuss Steiner
- Ken Lesco ...  Michael C. Gotier (as Kenneth R. Lesco

## Sinopse
O filme conta a história de um futuro no ano de 2022 onde naves, computadores e humanos vivem  dominados pela tecnologia e onde missões são mandadas ao espaço para descobrir o mistério de naves que desaparecem quando passam pelo lado sombrio da lua, algo que se assemelha ao Triângulo das Bermudas, auxiliados por um computador humanóide com forma de uma mulher, até que em uma dessas missões, uma nave é descoberta, é a Discovery, que havia sido dada como desaparecida. Um grupo de exploradores espaciais é acionado para descobrir o mistério da nave. O que eles descobrem é o mal, simplesmente o puro mal, um corpo de um astronauta é encontrado em perfeito estado com um misterioso triângulo no peito, ao ser levado para nave de resgate para ser examinado, os exploradores descobrem que era um antigo astronauta que trabalhava na exploração da lua e logo ele ressuscita possuído por uma força demoníaca que se auto declara o próprio diabo. Começa uma sequência de terror e suspense, novos fatos são revelados e segredos do lugar são descobertos e podem até vir a ameaçar a humanidade.